# Pseudostenophylax obscurus
Pseudostenophylax obscurus là một loài Trichoptera trong họ Limnephilidae. Chúng phân bố ở miền Cổ bắc.